# Danh sách chi của Noctuidae:W
Noctuidae là một họ bướm đêm lớn gồm rất nhiều chi:
A B C D E F G H I J K L M N O P Q R S T U V W X Y Z
- Walterella
- Weymeria
- Wilemaniella
- Wilkara